# Kai Siegbahn
Kai Siegbahn, tên khai sinh là Kai Manne Börje Siegbahn (20.4.1918 – 20.7.2007) là nhà vật lý học người Thụy Điển đã đoạt giải Nobel Vật lý năm 1981.

## Cuộc đời và Sự nghiệp
Ông sinh tại Lund, Thụy Điển. Cha ông là Manne Siegbahn cũng đoạt giải Nobel Vật lý năm 1924. Siegbahn đậu bằng tiến sĩ ở Đại học Stockholm năm 1944 và làm giáo sư ở Học viện Công nghệ Hoàng gia Thụy Điển từ 1951-1954, sau đó làm giáo sư vật lý thực nghiệm ở Đại học Uppsala từ 1954-1984 - cùng một chức giáo sư như cha ông đã từng đảm nhận. Năm 1981 ông đoạt Giải Nobel Vật lý chung với Nicolaas Bloembergen và Arthur Schawlow cho công trình nghiên cứu Phổ học của họ.
Siegbahn đoạt giải này vì đã triển khai phương pháp Phổ học điện tử để phân tích Hóa học (ESCA), nay thường được mô tả như Phổ học quang điện tử bằng tia X (X-ray photoelectron spectroscopy, viết tắt là XPS). Vào thời điểm từ trần, ông vẫn hoạt động như nhà khoa học ở Phòng thí nghiệm Ångström của Đại học Uppsala.

## Tác phẩm
Kai Siegbahn là một trong các biên tập viên nguyên thủy của Encyclopedia of Analytical Chemistry Lưu trữ ngày 16 tháng 2 năm 2010 tại Wayback Machine